# Округ Пармер (Тексас)
Округ Пармер (енгл. Parmer County) је округ у америчкој савезној држави Тексас. По попису из 2010. године број становника је 10.269.

## Демографија
Према попису становништва из 2010. у округу је живело 10.269 становника, што је 253 (2,5%) становника више него 2000. године.
| Група             | 2000.         | 2010.         |
| Белци             | 4.876 (48,7%) | 3.943 (38,4%) |
| Афроамериканци    | 101 (1,0%)    | 119 (1,2%)    |
| Азијати           | 32 (0,3%)     | 25 (0,2%)     |
| Хиспаноамериканци | 4.927 (49,2%) | 6.164 (60,0%) |
| Укупно            | 10.016        | 10.269        |